# Matrix Powertag/Saison 2014
Dieser Artikel listet Erfolge und Fahrer des Radsportteams Matrix Powertag in der Saison 2014 auf.

## Erfolge in der UCI Asia Tour
In den Rennen der Saison 2014 der UCI Asia Tour gelangen die nachstehenden Erfolge.
| Datum    | Rennen                     | Kat. | Sieger         |
| -------- | -------------------------- | ---- | -------------- |
| 5. April | 5. Etappe Tour of Thailand | 2.2  | Sebastián Mora |

## Zugänge – Abgänge
| Zugänge                     | Team 2013          | Abgänge          | Team 2014                |
| --------------------------- | ------------------ | ---------------- | ------------------------ |
| Ryōsuke Hashimoto           | Neoprofi           | Kim Do-hyeong    | KSPO                     |
| Yu Motosuna                 | Neoprofi           | Vicente García   | Louletano-Dunas Douradas |
| Yōsuke Suga                 | Neoprofi           | Kazushige Kuboki | Team Ukyo                |
| Kenji Takubo                | Neoprofi           | Tetsuya Fujioka  | Unbekannt                |
| Shun Tanioka                | Neoprofi           | Sota Ikebe       | Unbekannt                |
| Chikara Wada                | Neoprofi           | Mariusz Wiesiak  | Unbekannt                |
| Airán Fernández (ab 07.03.) | Neoprofi           |                  |                          |
| Sebastián Mora (ab 07.03.)  | Neoprofi           |                  |                          |
| Benjamín Prades (ab 07.03.) | Neoprofi           |                  |                          |
| Eduard Prades (ab 18.08.)   | OFM-Quinta da Lixa |                  |                          |

## Mannschaft
| Name              | Geburtstag         | Nationalität |
| ----------------- | ------------------ | ------------ |
| Airán Fernández   | 30. Oktober 1988   | Spanien      |
| Ryōsuke Hashimoto | 8. März 1992       | Japan        |
| Yuya Komaki       | 29. August 1991    | Japan        |
| Kazuyuki Manabe   | 16. Februar 1970   | Japan        |
| Sebastián Mora    | 19. Februar 1988   | Spanien      |
| Yu Motosuna       | 1. November 1991   | Japan        |
| Naoki Mukaigawa   | 27. Dezember 1980  | Japan        |
| Daisei Nagara     | 9. Juli 1974       | Japan        |
| Benjamín Prades   | 26. Oktober 1983   | Spanien      |
| Eduard Prades     | 9. August 1987     | Spanien      |
| Yōsuke Suga       | 26. Februar 1980   | Japan        |
| Kenji Takubo      | 11. September 1995 | Japan        |
| Shun Tanioka      | 5. Februar 1992    | Japan        |
| Chikari Wada      | 18. März 1992      | Japan        |
| Daiki Yasuhara    | 12. August 1991    | Japan        |